# Abrota esvara
Abrota esvara är en fjärilsart som beskrevs av Hans Fruhstorfer 1913. Abrota esvara ingår i släktet Abrota och familjen praktfjärilar. Inga underarter finns listade i Catalogue of Life.